# Anastasius Bibliothecarius
Anastasius Bibliothecarius, även benämnd motpåve Anastasius III, född omkring 810, död 879, var abbot och bibliotekarie vid Vatikanens bibliotek, samt, sannolikt, motpåve från augusti till september 855.

## Biografi
Anastasius var syskonson till biskopen av Orta som var en framstående diplomat för Kyrkostaten. Själv besatte Anastasius en för tiden så ovanligt stor lärdom att Catholic Encyclopedia uppger att han måste ha varit den mest lärde i sin samtids Rom. Han fick sin skolgång hos grekiska munkar, och var abbot i Santa Maria in Trastevere under Nicolaus I:s pontifikat; påven anlitade ofta Anastasius för olika uppdrag. Samtidigt var Anastasius verksam som författare och översättare. Hadrianus II utsåg Anastasius till påvlig bibliotekarie, vilket gav honom stort reellt inflytande i kurian. I februari 870 närvarade han vid åttonde ekumeniska konciliet i Konstantinopel, deltog förtjänstfullt för påvens sak där, och då legaterna rånades på hemvägen blev han den som räddade dokumenten därifrån genom att han råkat ta med sig kopior.
Det finns hos Hincmar av Reims uppgifter om en samtida romersk presbyter Anastasius som 847 blev kardinalpräst med San Marcello som titelkyrka, 848 flydde från Rom, blev fördömd vid två synoder (850 och 853), och efter Leo IV:s död 855 vald till motpåve av det kejserliga partiet. Denne Anastasius skall ha dömts för anstiftan till mord 868 på påvens hustru och dotter; mordet utfördes av hans släkting vid namn Eleutherius, och han dömdes till döden. Anastasius exkommunicerades och levde resten av livet vid det kejserliga hovet. Enligt en utbredd uppfattning var detta samma Anastasius som bibliotekarien. 
879 var Zacharias av Anagni bibliotekarie vid Vatikanbiblioteket, så vid detta år måste Anastasius vara död.
Anastasius uppgavs förr ha varit författaren till Liber Pontificalis, vilket numera betvivlas; han har medverkat endast i en biografi.